# Ischnodes sanguinicollis
Ischnodes sanguinicollis is een keversoort uit de familie kniptorren (Elateridae). De wetenschappelijke naam van de soort is voor het eerst geldig gepubliceerd in 1793 door Panzer.